# Lode Taeymans

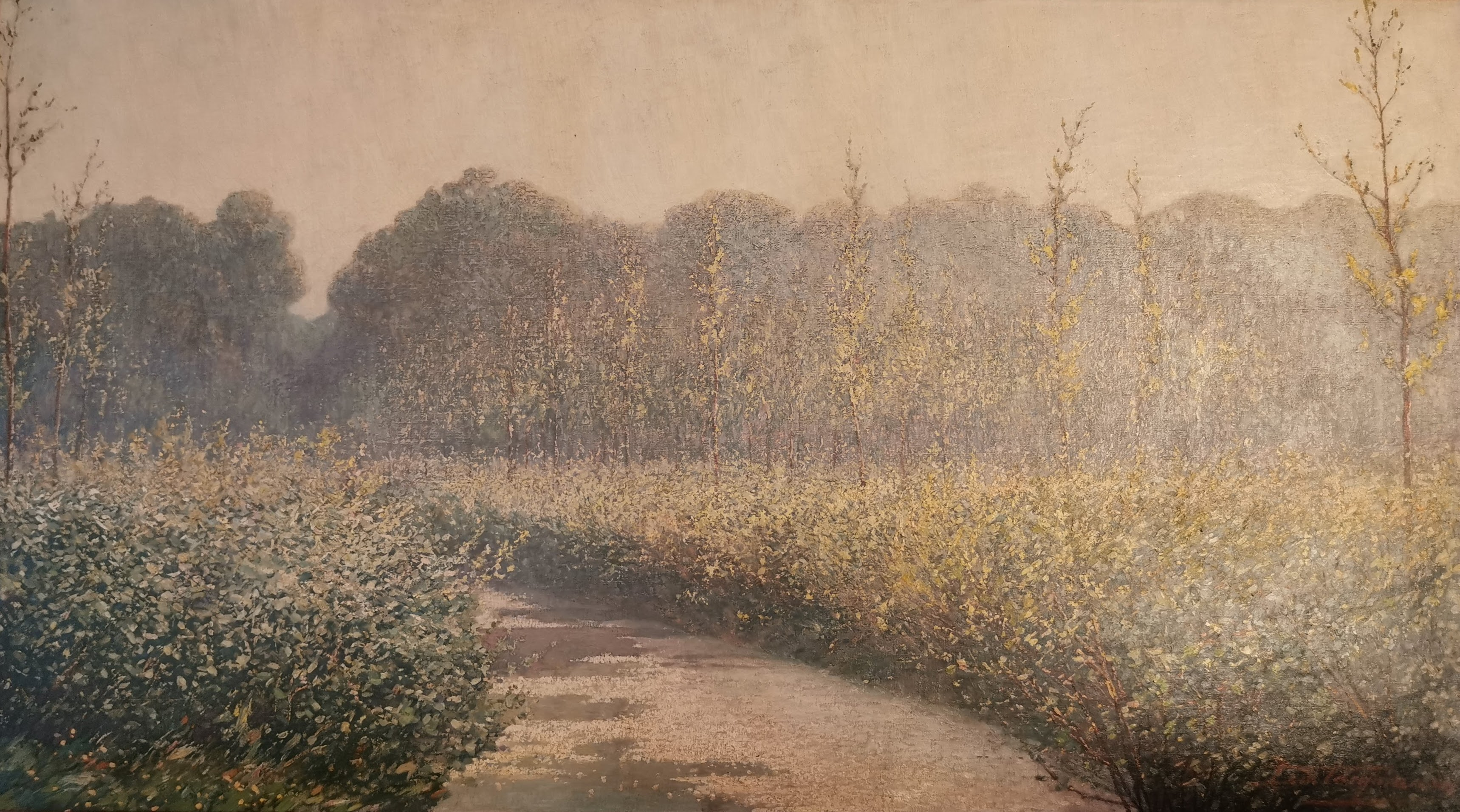

Lodewijk Taeymans (Turnhout, 18 juli 1874 – Alken, 5 maart 1937) was een Belgisch jezuïet, architect en kunstschilder.

## Levensloop
Hij was een zoon van architect Pieter Taeymans (1842-1902) en een broer van architect Jules Taeymans. Hij volbracht zijn humaniorastudies aan het Sint-Jozefcollege Turnhout en trad in 1893 in de jezuïetenorde in. Hij kreeg naast zijn religieuze vorming ook een artistieke opleiding als architect en schilder.
Taeymans was beroepshalve voornamelijk studieprefect in het Sint-Jozefscollege in Aalst. Hij werd er bekend als kunstschilder, in  de eerste plaats als landschapsschilder, hetzij opdoek, hetzij op grote muurwanden. Inspiratie hiervoor vond hij vooral in de Kempen, Haspengouw, West-Vlaanderen en de streek aan de oude Schelde (Bornem). Hij maakte verder ook stillevens, portretten, aquarellen en houtskooltekeningen. Door zijn weergave van details in de natuur werd hij soms gekenschetst als 'de Guido Gezelle van de schilderkunst'.
In de jaren 1910-13 ondernam hij studiereizen naar musea in Duitsland, Frankrijk en Nederland. In 1916 exposeerde hij voor het eerst in het college in Aalst. Later reisde hij ook door Italië (1926 en 1929), en bezocht musea in Engeland (1927).
Vanaf 1921 verbleef hij in het huis van de jezuïeten in Alken en bleef er actief schilderen. Hij had er in de kloostertuin een atelier ter beschikking. Er werden tentoonstellingen van zijn werk gehouden in onder meer Hasselt, Brussel, Antwerpen, Brugge en Kortrijk.
Hij werd ook aangesteld als opzichter over de gebouwen die aan de jezuïetenorde toebehoorden. Hij ontwierp in 1934-1935 de gebouwen voor het Xaveriuscollege in Borgerhout. Deze gebouwen werden in 1999 als monument beschermd.
Hij ontwierp ook gebouwen, in nieuwe-zakelijkheidsstijl, voor het Sint-Jozefcollege in Turnhout, gebouwd in 1936-1937.